# Trattato dei XXIV articoli
Il trattato dei XXIV articoli, o trattato di Londra, venne pubblicato il 14 ottobre 1831 dai rappresentanti delle potenze riuniti in conferenza a Londra dal precedente 4 novembre 1830 (nota come Conferenza di Londra). Il 15 novembre 1831 venne integrato con tre ulteriori articoli, divenendo conosciuto come Trattato dei XXVII articoli. Venne infine accettato dai Paesi Bassi solo nel 1838 e ratificato al termine del 1839.

## Antefatti

### La rivoluzione belga
La questione del Belgio era sorta il 25 agosto 1830 con l'insurrezione di Bruxelles, intesa all'emancipazione dai Paesi Bassi di Guglielmo I d’Orange-Nassau. La guarnigione olandese venne evacuata e, il 4 ottobre, Bruxelles proclamò l'indipendenza ed insediò un governo provvisorio.

### La Conferenza di Londra del 1830
A quel punto venne deciso di estendere le finalità di una conferenza diplomatica già organizzata a Londra per discutere della 'questione greca'. Essa venne inaugurata il 4 novembre 1830.
Il 29 novembre 1830, il consesso venne travolto dalla notizia dell'inizio della Grande rivolta di Varsavia, che poneva un rischio decisivo per l'Impero russo, costretto, da quel momento, a concentrare ogni sforzo nella repressione nel tentativo di limitare i danni. Conseguentemente, l'interesse per l'esito del congresso di Austria, Prussia e Russia scemò e la loro partecipazione si ridusse a poco più di una formalità.

### Il trattato dei XVIII articoli del 26 giugno 1831
Accadde così che l'ambasciatore russo Lieven propose per primo l'indipendenza del Belgio sotto condizione di perpetua neutralità. Ciò permise ai plenipotenziari di accordarsi sui cosiddetti Protocolli di Londra del 20 gennaio 1831, che prevedevano la separazione dei due stati ed una ipotesi di frontiera.
Il 6 giugno l'assemblea belga elesse sovrano dei Belgi Leopoldo di Sassonia-Coburgo, come proposto dalle potenze. Le quali poterono procedere alla pubblicazione del Trattato dei XVIII articoli, del 26 giugno. Che venne testé ratificato (9 luglio) dal Congresso Nazionale belga.

## Il protocollo dei XXIV articoli

### La ripresa delle ostilità
Il Trattato dei XVIII articoli non venne mai applicato, a causa della repentina (anche se decisamente tardiva) reazione di Guglielmo I dei Paesi Bassi: questi, attese l'incoronazione di Leopoldo I il 21 luglio 1831, per poi dare inizio, pochi giorni più tardi, il 2 agosto i Paesi Bassi, ad un'invasione, passata alla storia come la campagna dei dieci giorni. Essa venne arrestata solo dall'intervento di un corpo di spedizione francese, guidato dal maresciallo Gérard, che impedì ai Batavi di rioccupare Bruxelles.

### Conseguenze diplomatiche del conflitto
La debolezza militare mostrata dal regno di Leopoldo, convinse la Gran Bretagna a farvi minore affidamento nella funzione di bastione anti-francese: l'esercito olandese si era rivelato forte, mentre i Belgi avevano manifestato la necessità (e disponibilità) ad affidarsi alla Francia.
Una macchia assai grave, se si considera che l'unica esigenza delle potenze era costruire una ‘sentinella’, politicamente stabile e con adeguate capacità militari, ai confini della Francia. Gli eventi tuttavia avevano mostrato assai rumorosamente quanto Leopoldo e Guglielmo I avessero fallito nel ricoprire tale ruolo.

### Il Protocollo dei XXIV articoli del 1831
Accadde quindi che il 14 ottobre 1831 la Conferenza di Londra, riunita ormai da circa un anno, approvasse il Protocollo dei XXIV articoli. Esso stabiliva che il Belgio dovesse rinunciare ad estendere il proprio territorio, negandogli i diritti sull'attuale Granducato del Lussemburgo, sul Limburgo orientale e vincolandolo a garantire il libero passaggio sul fiume Schelda, la cui foce sarebbe rimasta in territorio olandese. Inoltre, il Belgio avrebbe dovuto concedere agli Olandesi la libera navigazione sulla Mosa sino a Liegi ed assumersi la metà del debito pubblico dei Paesi Bassi.
Inoltre, a fronte della richiesta francese di tenere sotto controllo l'intera strada Metz-Thionville-Longwy-Arlon-Bastogne-Liegi e di garantire la neutralità della zona a settentrione della fortezza francese di Longwy, la strategica fortezza di Arlon, appartenente al Granducato del Lussemburgo e abitata da una popolazione di lingua tedesca, sarebbe stata assegnata al Belgio. Si resero allora necessari due ulteriori accomodamenti:
- i delegati di Guglielmo I ottennero di essere compensati con un'estensione della loro parte del Limburgo, tanto che il confine venne spostato 6 km più a sud, per una lunghezza di 22 km.;
- Arlon faceva parte della, piuttosto pletorica, Confederazione tedesca. Prussia ed Impero austriaco chiesero una compensazione ed ottennero l'ingresso (puramente nominale) in detta Confederazione del Limburgo orientale.

### Rifiuto olandese e continuazione del conflitto
La convenzione non venne, però, accettata da Guglielmo I che rifiutò di consegnare Anversa, cosicché un corpo francese rientrò in Belgio e pose assedio a quella fortezza, che venne occupata in nome del Re dei Belgi nel dicembre del 1832, mentre una flotta franco-britannica guardava le coste olandesi.
All'interno del territorio rivendicato dagli insorti, restavano ai Paesi Bassi, a quel punto, solo le fortezze di Maastricht e della città di Lussemburgo. Quest'ultima, in particolare, non era insorta nel corso della ribellione perché retta dal 1815 da una guarnigione prussiana, la quale non controllava, tuttavia, che una piccola porzione di quel che era stato il Granducato. Poiché queste aree erano poste al di fuori dei confini del Belgio tracciati dal Protocollo dei XXIV articoli, non vennero interessate dalla ribellione.

### Armistizio del 1833
Guglielmo I accettò di firmare, il 21 maggio 1833, soltanto un accordo provvisorio con il quale veniva prolungato indefinitamente un armistizio militare e si garantiva la libertà di navigazione.

Il debito pubblico del Regno dei Paesi Bassi restò interamente a carico di quel paese ed i Belgi mantenevano il controllo dell'intero Limburgo e dell'intero Lussemburgo, ad eccezione delle due fortezze di Maastricht e Lussemburgo.

## Ratifica del protocollo dei XXIV articoli
Il 14 marzo 1838, Guglielmo I dichiarò, infine, di accettare il Protocollo dei XXIV articoli di sette anni prima.
A norma di trattato, pretendeva l'accollo di metà del suo debito pubblico da parte del Belgio, lo sgombero della città di Venlo, nel Limburgo orientale, ancora occupata dai Belgi e lo sgombero dei territori che corrispondono all'attuale Granducato del Lussemburgo.
La notizia fu accolta assai male a Bruxelles, dal momento che avrebbe comportato un sostanziale peggioramento della situazione rispetto allo status-quo. I deputati presso il parlamento belga eletti dalle popolazioni del Granducato del Lussemburgo sottoscrissero petizioni ed appelli perché la loro regione non fosse restituita a Guglielmo I, che era sentito come disattento, distante e, comunque, straniero (i lussemburghesi sono una popolazione di lingua tedesca).
Né all'opinione pubblica belga bastava il riconoscimento dell'indipendenza da parte dell'antico signore, dal momento che tale indipendenza era goduta de facto, da circa sette anni. Il vantaggio, comunque, non era secondario e il governo di Leopoldo I non aveva forza sufficiente per spingere le grandi potenze ad una sostanziale rinegoziazione.
Per ottenere un parziale rinegoziazione del trattato, i Belgi dovettero rassegnarsi ad evacuare immantinente Venlo, cosa che avvenne già il 21 giugno 1838 ed il Lussemburgo. Grazie anche a tali gesti di buona volontà, una nuova conferenza diplomatica fu riunita a Londra nel 1839. Il protocollo conclusivo, sottoscritto il 19 aprile 1839 e ratificato dal parlamento belga il 15 novembre 1839, introdusse le seguenti differenze rispetto al trattato del 1831: i Belgi ottennero di ridurre le pretese olandesi riguardo al trasferimento del debito pubblico, da 8 400 a 5 400 milioni di fiorini; dovettero però rassegnarsi ad evacuare la grande parte del Limburgo orientale e dell'attuale Granducato del Lussemburgo che occupavano e a versare un pedaggio per la navigazione sul fiume Schelda (che venne esatto sino al 1863).
Tale protocollo viene, a volte, ricordato come trattato di Londra (1839), ma anche come trattato dei XXIV articoli, dal quale, dal punto di vista dell'equilibrio generale d'Europa, sostanzialmente non si discostava.